# ケルシー・グラマー
ケルシー・グラマー（Kelsey Grammer、1955年2月21日 - ）は、アメリカ合衆国の俳優。本名はアレン・ケルシー・グラマー（Allen Kelsey Grammer）。身長185cm。

## 人物
アメリカのシットコム『そりゃないぜ!? フレイジャー』（『チアーズ』のスピンオフ番組）のフレイジャー・クレイン役で有名であり、『チアーズ』の同役で2回エミー賞を受賞、『そりゃないぜ!? フレイジャー』でもエミー賞作品賞を5年連続受賞、また9つの部門でもノミネートされた。

## 略歴
ヴァージン諸島セント・トーマス島生まれ。父親はミュージシャン、母親は歌手。両親の離婚に伴い、ニュージャージー州で祖父母に育てられる。

### 舞台
ジュリアード学院で学んだ後、1970年代終盤、サンディエゴのオールド・グローブ・シアターで3年間インターンとして過ごした。1980年、ミネソタ州ミネアポリスのガスリー・シアターに移った。1981年に『マクベス』のレノックス役でブロードウェイにデビューし、マクベス役のフィリップ・アングリムが不評のため降板後、マクベス役を後継した。その後、『オセロ』ブロードウェイ再演においてジェームズ・アール・ジョーンズとクリストファー・プラマーと共演し、マイケル・キャシオ役を演じた。1983年、スティーヴン・ソンドハイム作詞作曲、ジェームズ・ラパイン脚本、マンディ・パティンキン主演による『サンデー・イン・ザ・パーク・ウィズ・ジョージ』ブロードウェイ公演移行前のオフ・ブロードウェイ公演に出演した。2000年、『マクベス』ブロードウェイ公演に再度出演したが、予定より早く10日間のみで閉幕した。同年、『スウィーニー・トッド』に出演し、タイトル・ロールを演じた。
2010年4月18日、ジェリー・ハーマン作詞作曲、ハーヴェイ・ファイアスタイン脚本のミュージカル『ラ・カージュ・オ・フォール』再演でジョルジュ役を演じ、ブロードウェイ・ミュージカル・デビューした。この演技によりトニー賞 ミュージカル主演男優賞にノミネートされた。2015年3月から6月28日まで、『ファインディング・ネバーランド』ブロードウェイ初演にチャールズ・フローマン役およびフック船長役でオリジナル・キャストとして出演し、2016年1月19日から4月3日、同役を再演した。2017年、『Big Fish 』ウェスト・エンド公演に出演した。

### テレビ
1980年代初めからテレビにも出演。1993年から放映された『そりゃないぜ!? フレイジャー』で主演を務めた。この番組は人気を集め、11年間放映され数々の賞を受賞した。グラマーは1話につき160万ドルのギャラを得ていたが、当時のテレビ界でも最高額であった。
『X-MEN:ファイナル ディシジョン』では特殊メイクを施し、ミュータント省長官のビースト役を演じた。

### 声優活動
また、声優活動も行っており、『ザ・シンプソンズ』のサイドショー・ボブ役をはじめ『トイ・ストーリー2』や『アナスタシア』などにも出演している。

## 私生活
これまで4度結婚し、子供が5人いる。1982年にダンス・インストラクターのDoreen Aldermaと結婚し翌年娘が生まれるが、6年の別居を経て1990年に離婚。その後1992年にメイクアップスタイリストのBarrie Bucknerとの間に娘をもうけるが結婚はせず、同年ストリッパーだったLeigh-Anne Csuhanyと再婚するが翌年には離婚。1994年にはTammy Baliszewskiと婚約するが後に破棄している。1997年には元プレイボーイ・モデルのカミール・ドナタッチと3度目の結婚をする。2001年に娘が、2004年に息子が生まれるが2010年に29歳の恋人ケイト・ウォルシュと婚約し、前妻との離婚が成立した後の2011年2月に4度目の結婚をした。

## 主な出演作品

### 映画
| 年   | 題名                                                            | 役名                                 | 備考             |
| ---- | --------------------------------------------------------------- | ------------------------------------ | ---------------- |
| 1988 | アリッサ・ミラノの 朝まで踊ろう Dance 'Til Dawn                 | エド                                 | テレビ映画       |
| 1996 | イン・ザ・ネイビー(潜望鏡を下げろ!) Down Periscope              | トム・ドッジ                         |                  |
| 1997 | アナスタシア Anastasia                                          | ウラジミール                         | アニメ、声の出演 |
| 1998 | ペンタゴン・ウォーズ The Pentagon Wars                          | パートリッジ                         | テレビ映画       |
| 1999 | アニマルファーム Animal Farm                                    | スノーボール                         | アニメ、声の出演 |
| 1999 | トイ・ストーリー2 Toy Story 2                                   | プロスペクター                       | アニメ、声の出演 |
| 2001 | 15ミニッツ 15 Minutes                                           | ロバート・ホーキンス                 |                  |
| 2004 | クリスマス・キャロル A Christmas Carol                          | スクルージ                           | テレビ映画       |
| 2006 | ザ・ゲーム Even Money                                           | ブルナー刑事                         |                  |
| 2006 | X-MEN:ファイナル ディシジョン X-Men: The Last Stand             | ヘンリー“ハンク”・マッコイ(ビースト) |                  |
| 2008 | ケビン・コスナー チョイス! Swing Vote                           | アンドリュー・ボーン                 |                  |
| 2008 | 最終突撃取材計画! An American Carol                             | パットン                             |                  |
| 2009 | ミドルメン/アダルト業界でネットを変えた男たち Middle Men        | フランク・グリフィン                 |                  |
| 2009 | Fame フェーム Fame                                              | マーティン・クランストン             |                  |
| 2011 | ケイト・レディが完璧な理由 I Don't Know How She Does It         | クラーク・クーパー                   |                  |
| 2014 | X-MEN:フューチャー&パスト X-Men: Days of Future Past            | ヘンリー“ハンク”・マッコイ(ビースト) | カメオ出演       |
| 2014 | トランスフォーマー/ロストエイジ Transformers: Age of Extinction | ハロルド・アッティンジャー           |                  |
| 2014 | エクスペンダブルズ3 ワールドミッション The Expendables 3        | ボナパルト                           |                  |
| 2018 | パパと娘のハネムーン Like Father                                | ハリー・ハミルトン                   |                  |
| 2023 | マーベルズ The Marvels                                          | ヘンリー“ハンク”・マッコイ(ビースト) | カメオ出演       |
| 2026 | アベンジャーズ/ドゥームズデイ Avengers: Doomsday                | ヘンリー“ハンク”・マッコイ(ビースト) |                  |
| 2026 | トイ・ストーリー5 Toy Story 5                                   | プロスペクター                       | アニメ、声の出演 |

### テレビシリーズ
| 年        | 題名                                            | 役名                   | 備考                                           |
| --------- | ----------------------------------------------- | ---------------------- | ---------------------------------------------- |
| 1984-1993 | チアーズ Cheers                                 | フレイジャー・クレイン | 203エピソード                                  |
| 1988      | ミッキーマウス60周年記念 Mickey's 60th Birthday | フレイジャー・クレイン |                                                |
| 1990-2012 | ザ・シンプソンズ The Simpsons                   | サイドショー・ボブ     | アニメ、声の出演                               |
| 1993-2004 | そりゃないぜ!? フレイジャー Frasier             | フレイジャー・クレイン | 263エピソードに出演・262エピソードで製作総指揮 |
| 2005-2011 | ミディアム 霊能者アリソン・デュボア Medium      |                        | 1エピソードに出演・129エピソードで製作総指揮   |
| 2007-2008 | Back to You                                     | チャック・ダーリング   | 16エピソードに出演・17エピソードで製作総指揮   |
| 2009-2010 | Hank                                            | ハンク                 | 9エピソードに出演・6エピソードで製作総指揮     |
| 2011-2012 | Boss                                            | トム・ケイン           | 18エピソードに出演・製作総指揮も兼任           |
| 2016-2017 | ラスト・タイクーン The Last Tycoon              | パット・ブレイディ     | 9エピソードに出演                              |

### 舞台
| 年        | 題                                                                          | 役                                | 特記事項                                             |
| --------- | --------------------------------------------------------------------------- | --------------------------------- | ---------------------------------------------------- |
| 1981      | マクベス Macbeth                                                            | レノックス                        | ヴィヴィアン・ビューモント・シアター                 |
| 1982      | オセロ Othello                                                              | マイケル・キャシオ                | ウィンター・ガーデン・シアター                       |
| 1982      | Plenty                                                                      | Codename Lazar                    | パブリック・シアター                                 |
| 1983      | Quartermaine's Terms                                                        | Mark Sackling                     | Playhouse 91                                         |
| 1983      | サンデー・イン・ザ・パーク・ウィズ・ジョージ Sunday in the Park with George | Young Man on the Bank and Soldier | プレイライツ・ホライゾンズ                           |
| 2000      | マクベス Macbeth                                                            | マクベス                          | コロニアル・シアター                                 |
| 2000      | マクベス Macbeth                                                            | マクベス                          | ミュージック・ボックス・シアター                     |
| 2000      | スウィーニー・トッド Sweeney Todd: The Demon Barber of Fleet Street         | スウィーニー・トッド              | アーマンソン・シアター                               |
| 2007      | マイ・フェア・レディ My Fair Lady                                           | ヘンリー・ヒギンズ教授            | エイヴリー・フィッシャー・ホール                     |
| 2010–2011 | ラ・カージュ・オ・フォール La Cage aux Folles                               | ジョルジュ                        | ロングエーカー・シアター                             |
| 2015–2016 | ファインディング・ネバーランド Finding Neverland                            | チャールズ・フローマン/フック船長 | ラント・フォンテイン・シアター                       |
| 2015–2017 | カラー・パープル The Color Purple                                           |                                   | プロデューサー バーナード・B・ジェイコブズ・シアター |
| 2017      | Big Fish                                                                    | エドワード・ブルーム              | ジ・アザー・パレス                                   |

### ゲーム
- ザ・シンプソンズ・ゲーム The Simpsons Game(2007)

### その他
- ザ・シンプソンズ・ライド The Simpsons Ride(2008)

## トリビア
- ドラマ『チアーズ』で娘のスペンサーと共演している。
- 英国の人気番組『リトル・ブリテン』では彼の名前にちなんだ「ケルシー・グラマー・スクール」という架空の学校が登場している。

## 参照
1. ↑  "Grammer's Lesson" from Smoke magazine
2. ↑  "A suitable case for treatment" from Ginny Dougary's blog
3. ↑  Kelsey Grammer Biography (1955-)
4. ↑  Mckinley, Jesse (2000年6月20日). “'Macbeth' Will Close After Just 10 Days on Broadway”. The New York Times. ISSN 0362-4331 2016年2月20日閲覧。
5. ↑  “Finding Neverland”.  Internet Broadway Database (The Broadway League). 2015年10月12日閲覧。
6. ↑  “Kelsey Grammer”.  Internet Broadway Database (The Broadway League). 2016年2月22日閲覧。
7. ↑  “「そりゃないぜ!?フレイジャー」も最終シーズン？”. シネマトゥデイ. (2003年1月23日) 2013年2月6日閲覧。
8. ↑  Abrams, Natalie (2011年10月11日). “Kelsey Grammer's Daughter Spencer Gives Birth to a Baby Boy”.   TVGuide.com. 2012年1月15日閲覧。
9. ↑  “Revealed: The British air hostess who is having Frasier star Kelsey Grammer's baby”. Daily Mail (2010年8月13日). 2012年3月5日閲覧。 “His first marriage was to dance instructor Doreen Alderman and lasted from 1982 to 1990 during which time they had one child, Spencer, now 26, an actress.”
10. ↑  Michael A. Lipton (1993年7月5日). “Cheers and Tears”.  People. 2012年3月5日閲覧。 “... from his two-year marriage to first wife Doreen Alderman, a dance instructor who was divorced from Grammer in 1990 after a six-year separation.”
11. ↑  “Scenes From Two Marriages”. Entertainment Weekly. (November 6, 1992).
12. ↑  “Grammer Tested”.  People (1994年12月5日). 2012年1月21日閲覧。
13. ↑  “ケルシー・グラマー、代理出産で息子誕生”. シネマトゥデイ. (2004年9月1日) 2013年2月6日閲覧。
14. ↑  “ケルシー・グラマーが26歳年下の恋人と婚約！4度目の結婚へ！”. シネマトゥデイ. (2010年12月7日) 2013年2月6日閲覧。
15. ↑  Wihlborg, Ulricha (2011年2月25日). “Kelsey Grammer Is a Married Man – Again”. People. 2013年2月6日閲覧。